# 查理斯·布斯達·班尼狄
查理斯·布斯達·班尼狄（英語：Charles Brewster Benedict，1828年2月7日—1901年10月3日）是一位美國政治家和來自紐約州第31選區的美國眾議院議員。

## 死亡
班尼狄於1901年10月3日死亡，他埋葬於紐約州懷俄明縣阿提卡鎮林山公墓。

## 外部連結
- 查理斯·布斯達·班尼狄－美國國會國家人物傳記大辭典
- 在Find a Grave上的查理斯·布斯達·班尼狄